# 위스콘신 대학교-스티븐스포인트
위스콘신 대학교-스티븐스포인트(University of Wisconsin–Stevens Point, UW–Stevens Point, UWSP)는 미국 위스콘신주 스티븐스포인트에 위치한 공립 대학이다. 위스콘신 대학교 시스템의 일부이며 청력학 및 교육 지속 가능성 분야에서 준학사, 학사 및 석사 학위와 박사 학위를 수여한다.